# Stjärnsund
Stjärnsund ist ein Ort (småort) der schwedischen Gemeinde Hedemora in der Provinz Dalarnas län und der historischen Provinz Dalarna. Im Jahr 2015 hatte der Ort 167 Einwohner auf einer Fläche von 70 Hektar. Die zuvor leicht rückläufige Einwohnerentwicklung hat sich stabilisiert.
Der Ort liegt am südlichen Ufer des Sees Grycken am Länsväg W 764.

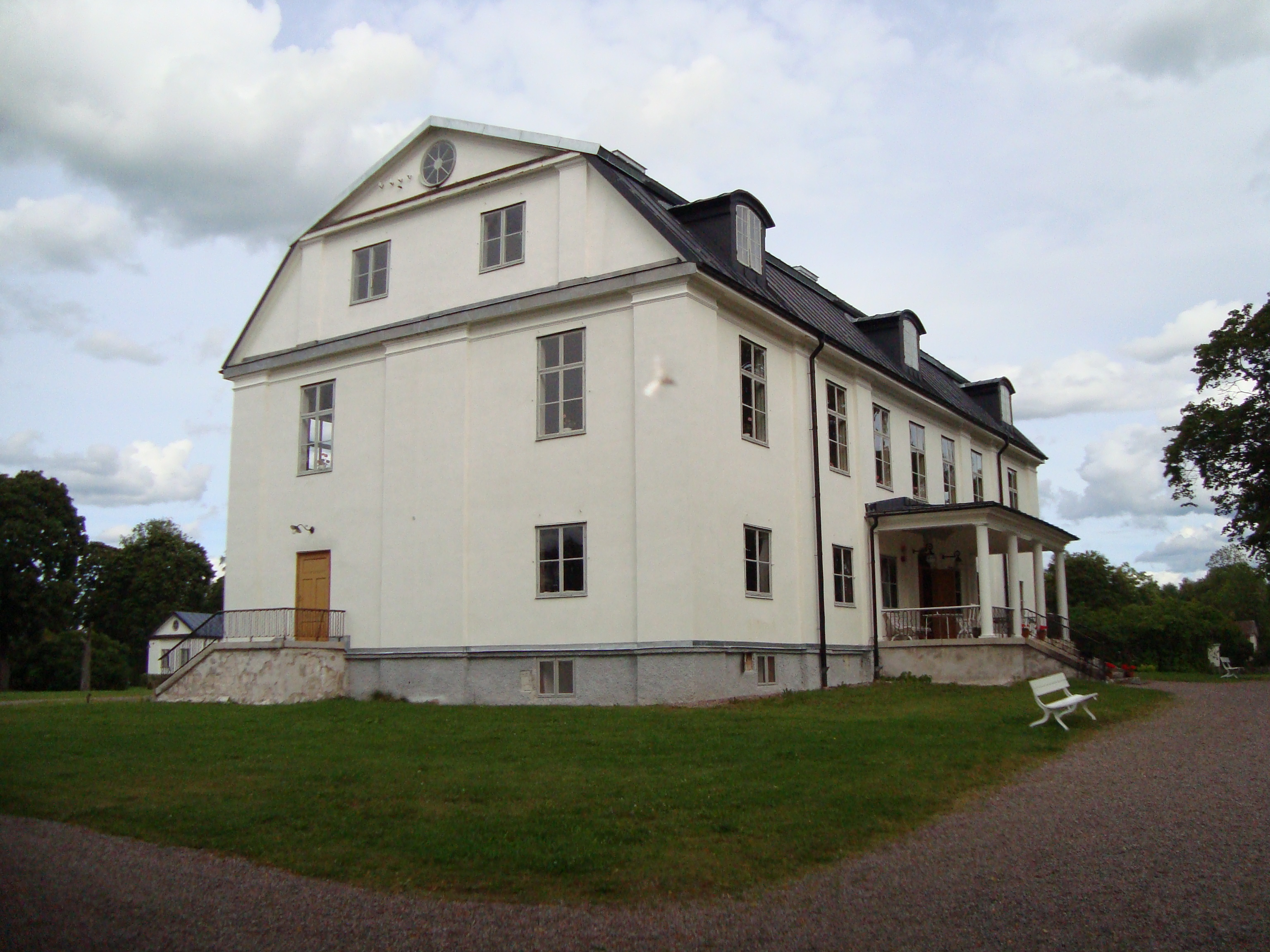
Altes Herrenhaus
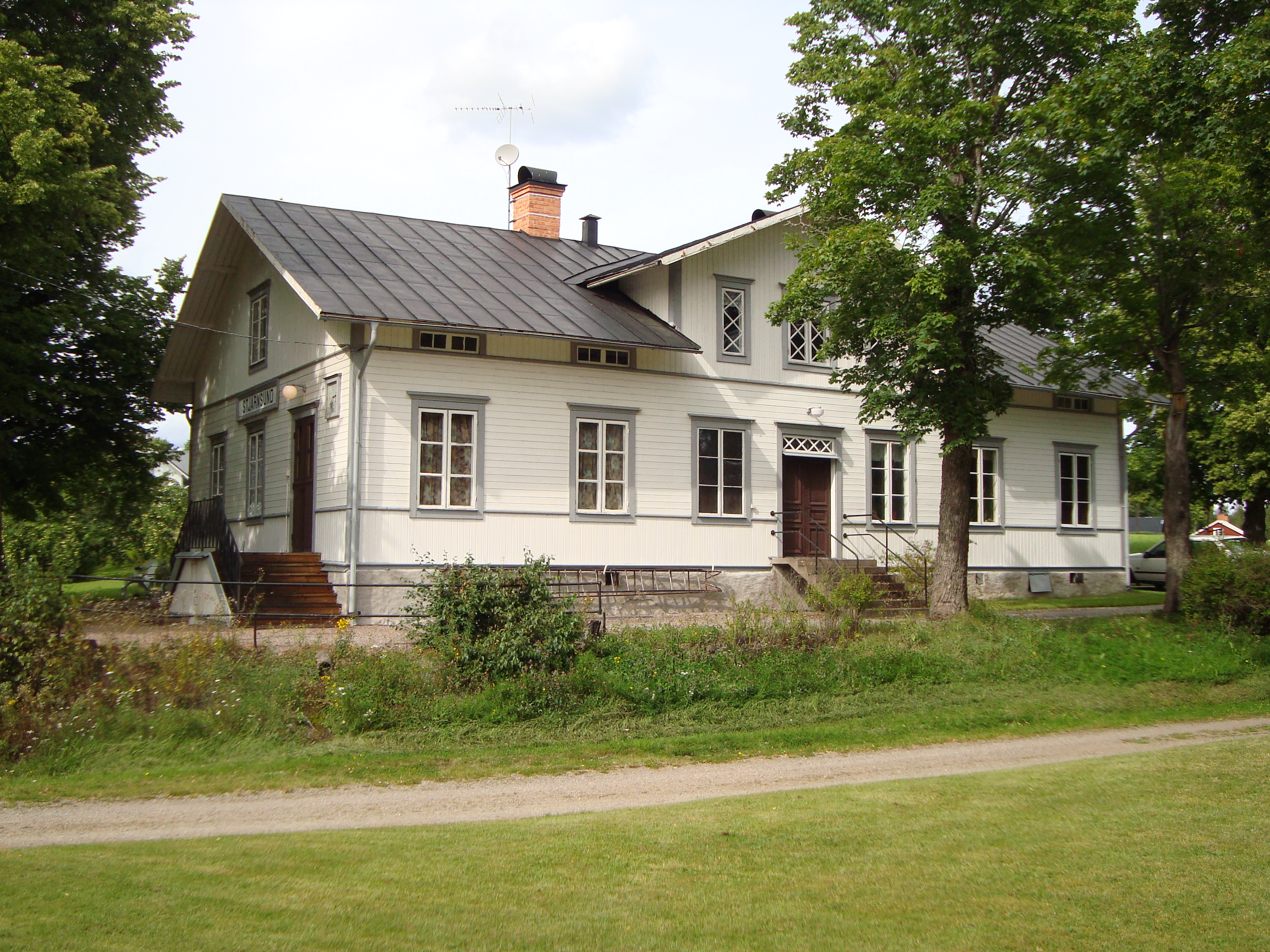
Bahnhofsgebäude
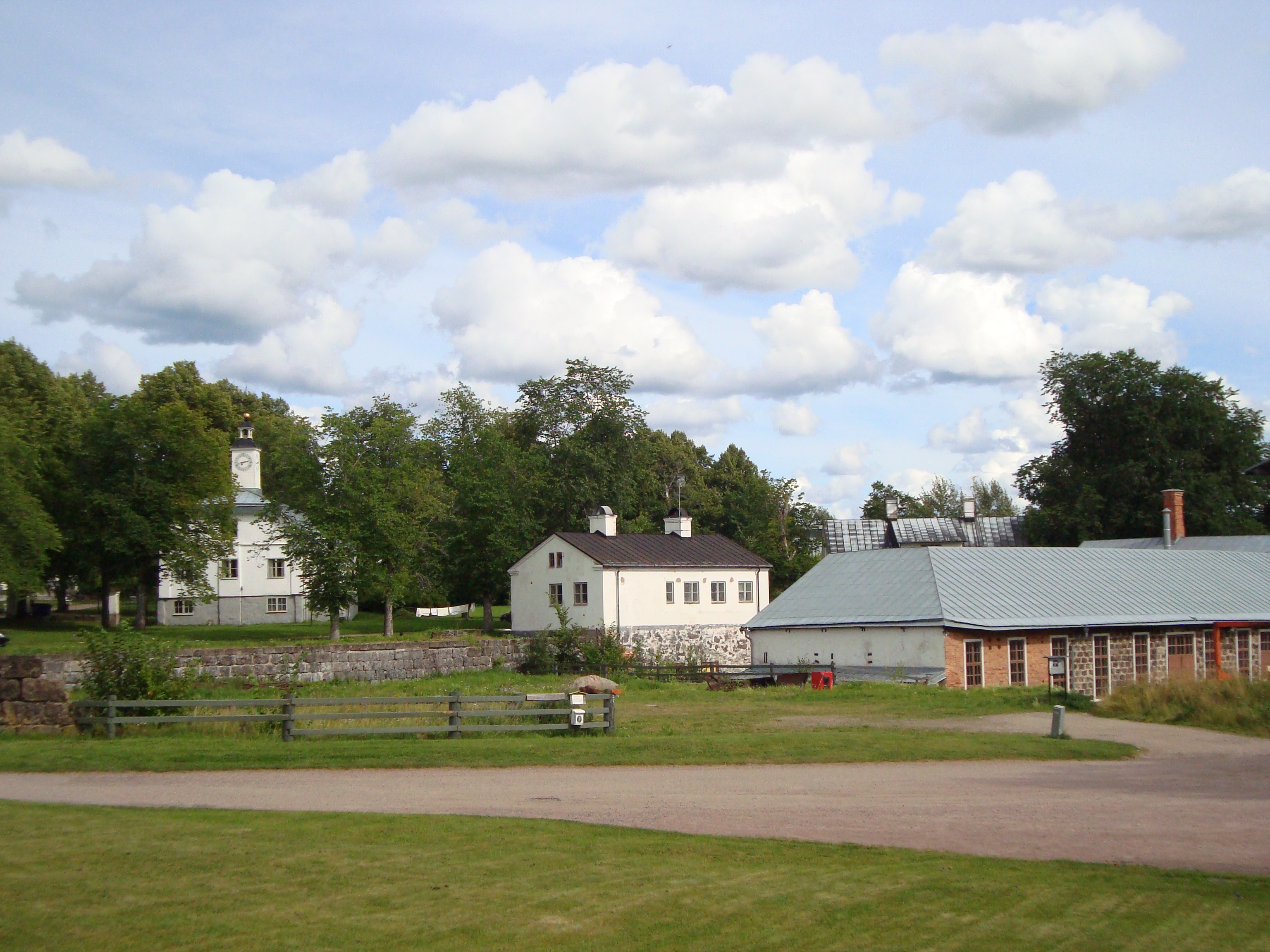
Altes Eisenwerk